# 瑙克
瑙克，是匈牙利托尔瑙州所辖的一个村，总面积27.78平方公里，总人口582，人口密度21.0人/平方公里（2010年1月1日）。